# Puncak Jaya
Der Puncak Jaya (Bahasa Indonesia [ˈpuntʃak ˈdʒaja] ‚Siegesgipfel‘), auch Carstensz-Pyramide und früher Djalaspitze oder Sukarno genannt, ist mit 4884 m Höhe der höchste Berg Ozeaniens und weltweit der höchste Berg auf einer Insel. Er liegt in der indonesischen Provinz Papua Tengah in Westneuguinea der Insel Neuguinea. Der Puncak Jaya gehört zur Sudirman Range, die ein Teil des Maokegebirges ist. Dieses ist alpidischen Ursprungs und durch das Abtauchen der Pazifischen Platte unter die Indisch-Australische Platte entstanden.
In unmittelbarer Nähe zum Berg befindet sich die größte Goldmine der Welt, die Grasberg-Mine.

## Seven Summits
Es besteht ein Diskurs über die Frage, ob der Puncak Jaya als Vertreter Australiens und Ozeaniens zu den Seven Summits, den höchsten Bergen der sieben Kontinente, gehört oder nicht. Politisch gesehen gehört der Berg zu Indonesien und damit zu Asien. Andererseits liegt die Carstensz-Pyramide auf der Australischen Platte und gehört damit geologisch nicht zu Eurasien. Auch Indonesien versteht sich als ein Land, das auf beiden Kontinenten Asien und Ozeanien liegt.

## Geschichte
Den Namen „Carstensz-Pyramide“ erhielt der Berg nach dem niederländischen Seefahrer und Entdecker Jan Carstensz, der ihn im Jahre 1623 zum ersten Mal beschrieb. Die Erstbesteigung erfolgte am 13. Februar 1962 durch Heinrich Harrer, Philip Temple, Russel Kippax und Albert Huizenga mit Hilfe von über 100 Trägern aus dem indigenen Volk der Dani über die Nordwand und den Westgrat (der Expeditionsbericht findet sich in Harrer 1976, S. 13–79).
Der Puncak Jaya ist von den „Seven Summits“ einer der technisch am schwierigsten zu besteigenden Berge, obwohl er vergleichsweise niedrig ist. Mit einem Schwierigkeitsgrad von V ist eine Besteigung, klettertechnisch gesehen, schwieriger als beim Mount Everest oder auch beim Denali (Mount McKinley). Berücksichtigt man aber die Höhenlage und die dort herrschenden Temperaturen, sind die beiden letzteren eine weit größere bergsteigerische Herausforderung.
Am Puncak Jaya ziehen meist schon früh am Vormittag Wolken auf. Sehr selten sind die Schönwettertage mit freier Sicht bis zur 120 km entfernten Arafurasee, wie sie Jan Carstensz erlebte. Die Colijn-Expedition, bei der Dozy 1936 die Vorkommen der späteren Grasberg-Mine entdeckte, gab wegen dichten Nebels, Schneesturms und Gewitters auf. An der benachbarten Grasberg-Mine fällt ein Jahresniederschlag von 4000 bis 5000 mm.

## Tourismus
Die Anreise zum Puncak Jaya und seine Besteigung sind von mehreren Genehmigungen durch Armee, Polizei und Ministerien abhängig. Die Bestimmungen zur Erlangung dieser Genehmigungen können sich innerhalb kürzester Zeit ändern. So wurde der Berg beispielsweise im November 1995 aufgrund politischer Unruhen durch die indonesische Regierung vom öffentlichen Zugang ausgeschlossen. Bis 2005 wurden gar keine Expeditionen dorthin zugelassen. Danach wurden einzelne Besteigungen auf Antrag wieder genehmigt. Allerdings wurden bereits mehrfach Anreisewege auf unbestimmte Zeit gesperrt, sodass zwischenzeitlich die Anreise nur per Hubschrauber möglich war. Seit einigen Jahren gibt es wieder einzelne Expeditionen auf dem klassischen Phil Temple Trail von Ilaka ins Maerendal, dem Basecamp unter dem Puncak Jaya, das auch von der Heinrich-Harrer-Expedition genutzt wurde.
In der Gegend sind außerdem mehrere Minengesellschaften, insbesondere die amerikanische Fremont-Mine aktiv, die fremde Besucher nicht willkommen heißen und das Betreten der Mine verbieten. Darüber hinaus gibt es Konflikte zwischen den staatlichen, muslimisch orientierten Behörden Indonesiens und den Ureinwohnern, die auf eine lange Tradition christlicher Missionierungen zurückblicken. 2006 wurde das Tragen der Kuteka, des Penis-Tutuar, offiziell von den muslimischen Regierungsbehörden verboten. Gerade diese staatliche Regulierung hat dazu geführt, dass traditionell orientierte Ureinwohner sich wieder diesem Brauch zuwenden, um ihre Eigenständigkeit zumindest in den abgelegenen Bergregionen zu unterstreichen. Seitdem das Volk der Dani am Gepäcktransport für westliche Expedition mitverdienen kann, erschließt sich eine neue Möglichkeit für wagemutige Bergsteiger, die auf den Luxus der Helikopter-Anreise verzichten.

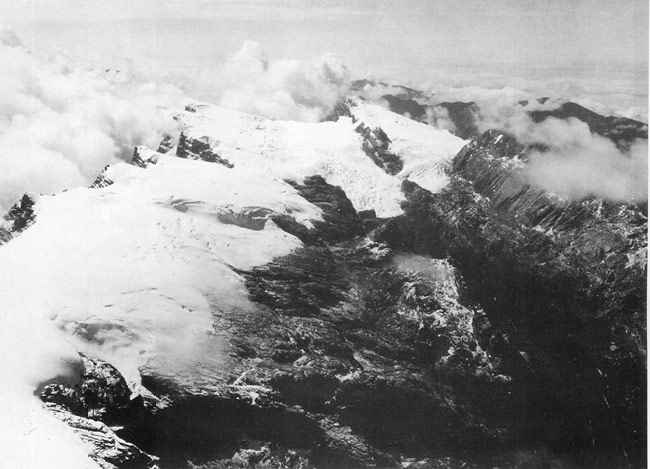
Eiskappe 1936
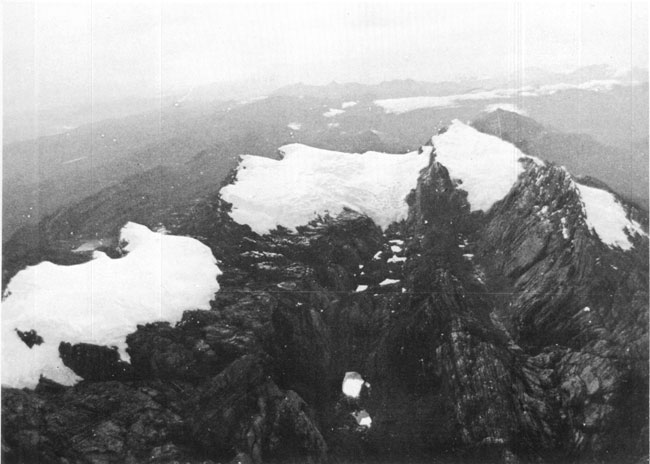
Eiskappe 1972

## Benachbarte Gipfel
Östlich des Puncak Jaya liegt das Massiv der Puncak Jaya Wijaya (englisch Carstensz East). Im Norden liegt der doppelgipflige Bergstock von Sumantri (4870 m) und Ngga Pulu (4862 m).
Der Ngga Pulu, ein nur knapp 3 Kilometer vom Puncak Jaya entfernter Gipfel im gleichen Massiv, wird heute wegen seiner geringen Dominanz und Schartenhöhe als Nebengipfel des Sumantri angesehen. Nach früherer Auffassung sollte es sich dabei um einen eigenständigen Berg gehandelt haben. Noch 1936, vor dem Abschmelzen der Gletscher, war der Ngga Pulu mit seiner Eiskappe höher als der Puncak Jaya, und noch vor wenigen Jahrzehnten wurde der Ngga Pulu höher eingeschätzt als der Sumantri, womit der Sumantri als Nebengipfel des Ngga Chulu galt.

## Flugunfall
- Am 17. November 2006 wurde eine de Havilland Canada DHC-6-300 Twin Otter der indonesischen Trigana Air Service (PK-YPY) in einer Höhe von 3180 Metern gegen den Puncak Jaya geflogen, 48 Kilometer vom Ziel entfernt, dem Flugplatz Ilaga. Das Wrack wurde am nächsten Tag gefunden. Durch diesen CFIT (Controlled flight into terrain) wurden alle 12 Insassen getötet, drei Besatzungsmitglieder und 9 Passagiere.[6]